# Опий-сырец
О́пий-сыре́ц — устаревшее название опия, высушенного млечного сока, который получают из недозрелых маковых головок — плодов растения мак снотворный (Papaver somniferum). В свежем виде представляет собой липкую пластичную смоловидную массу, со временем пластичность уменьшается, формируется твёрдый хрупкий конгломерат тёмно-коричневого цвета.

## Получение и применение
Данное вещество получается путём сбора и высушивания макового сока добываемого из головок опийного мака. Сок представляет смесь различных растительных алкалоидов с высоким содержанием морфина. Наибольшая концентрация морфина в маке достигается приблизительно на 20 день от момента начала цветения.
Опий используется для приготовления кустарных опиодных наркотиков, также является сырьём для дальнейшего синтеза химически чистых опиатов.

## Изображения
| - Опий-сырец в шариках - Прессованный высушенный опий-сырец - Шарик опиума |